# Stefan Alaborski
Stefan Alaborski, Stefan Malinowski (ur. 23 marca 1923 w Warszawie, zm. 1972 tamże) – polski funkcjonariusz służb specjalnych, podpułkownik.
Pochodzenie robotnicze, Polak.
W polskich organach bezpieczeństwa od 17 marca 1945. Służbę rozpoczął w Powiatowym Urzędzie Bezpieczeństwa Publicznego w Skierniewicach jako oficer śledczy. W czerwcu 1945 został skierowany na naukę do Centralnej Szkoły MBP w Łodzi, po ukończeniu której we wrześniu 1945 pracował w Wydziale Śledczym MBP PRL. Następnie zajmował następujące stanowiska:
- Zastępca Szefa Wydziału IV Departamentu Śledczego Ministerstwa Bezpieczeństwa PRL (1 września 1951 – 1952);
- Szef Wydziału VI (kontrwywiad zagraniczny) Wydziału VII (wywiad) Ministerstwa Bezpieczeństwa PRL (1 czerwca 1953 – 15 maja 1954);
- Szef Wydziału III (Europa) Wydziału VII (wywiad) Ministerstwa Bezpieczeństwa PRL (15 maja – 1 grudnia 1954);
- Rezydent MBP w Wiedniu (17 listopada – 10 grudnia 1954), pod przykryciem jako II Sekretarz Ambasady Polskiej Rzeczypospolitej Ludowej w Austrii;
- Rezydent KBP w Wiedniu (10 grudnia 1954 – sierpień 1956);
- Rezydent KBP w Kopenhadze (10 – 27 listopada 1956), pod przykryciem jako II Sekretarz Ambasady Polskiej Rzeczypospolitej Ludowej w Danii;
- Rezydent Ministerstwa Spraw Wewnętrznych w Kopenhadze (28 listopada 1956 – 10 marca 1960, rezydentura „Busola”), 18 marca 1960 oficjalnie zmienił nazwisko na MALINOVSKY (Malinowski), pod którym pracował w Danii;
- Szef Samodzielnej Sekcji „B” Departamentu I Ministerstwa Spraw Wewnętrznych PRL (1 kwietnia 1960 – 1 maja 1961);
- Zastępca Szefa Wydziału III Departamentu I Ministerstwa Spraw Wewnętrznych PRL (1 maja 1961 – 15 czerwca 1964);
- Rezydent Ministerstwa Spraw Wewnętrznych w Bernie (1 lipca 1964 – 30 sierpnia 1967), przykrycie – kierownik wydziałów konsularnych Ambasady PRL w Szwajcarii[1].

Służbę zakończył 30 czerwca 1970 w stopniu podpułkownika.
Był jednym z oficerów śledczych przesłuchujących Witolda Pileckiego